# Tramlijn Anna Jacobapolder - Steenbergen
De tramlijn Anna Jacobapolder - Steenbergen was een tramlijn op Sint Philipsland en in West-Brabant. Vanuit de veerhaven van Anna Jacobapolder liep de lijn via Sint Philipsland en Nieuw-Vossemeer naar Steenbergen.

## Geschiedenis
Op 30 april 1900 werd de lijn geopend door de Rotterdamsche Tramweg Maatschappij. In Steenbergen sloot de lijn aan op de tramlijnen van de ZNSM naar Oudenbosch en Vogelenzang. Na opheffing van de andere tramlijnen in Noord-Brabant in de jaren dertig was deze lijn de laatst overgebleven lijn in deze provincie.
Tijdens de Tweede Wereldoorlog heeft de lijn veel te lijden gehad van de inundatie en beschadiging van het materieel door andere oorlogshandelingen. Eind jaren 40 was de lijn echter weer operationeel. Na 1 februari 1953 is er niet meer gereden, afgezien van zandvervoer voor dijkherstel. De Watersnood van 1953 gaf de tramlijn de genadeklap, de bevolking en de overheid van Schouwen-Duiveland wilden de tramlijn Zijpe - Burgh niet terug, waardoor ook dit gedeelte opgeheven werd.

## Restanten/Wat er nog te zien is
Van de lijn is weinig meer terug te vinden op het eiland, door ruilverkaveling is het tracé goeddeels verdwenen. De omweg via de Lageweg en de Langeweg naar de Rijksweg nabij St. Philipsland is nog waarneembaar. Over de Bruintjeskreek is nog een trambrug zonder rails aanwezig. Verderop is het tracé nog herkenbaar aan een bomenrij. Bij Steenbergen is tussen Oude Dijk en Schenkeldijk het tracé ook nog aanwezig. Verder werden vooral de wegen gevolgd. De bocht bij de Oude Heijdijk is nog herkenbaar. De Burgemeester Catshoeklaan is de oude trambaan. In St. Philipsland is er de Stationsstraat.

### Bron
- Inventarisatie-RTM.pdf. (2008-2011, gecontroleerd in februari 2023)